# Chapelle Saint-Sixte (Passau)
Pour les articles homonymes, voir Chapelle Saint-Sixte.

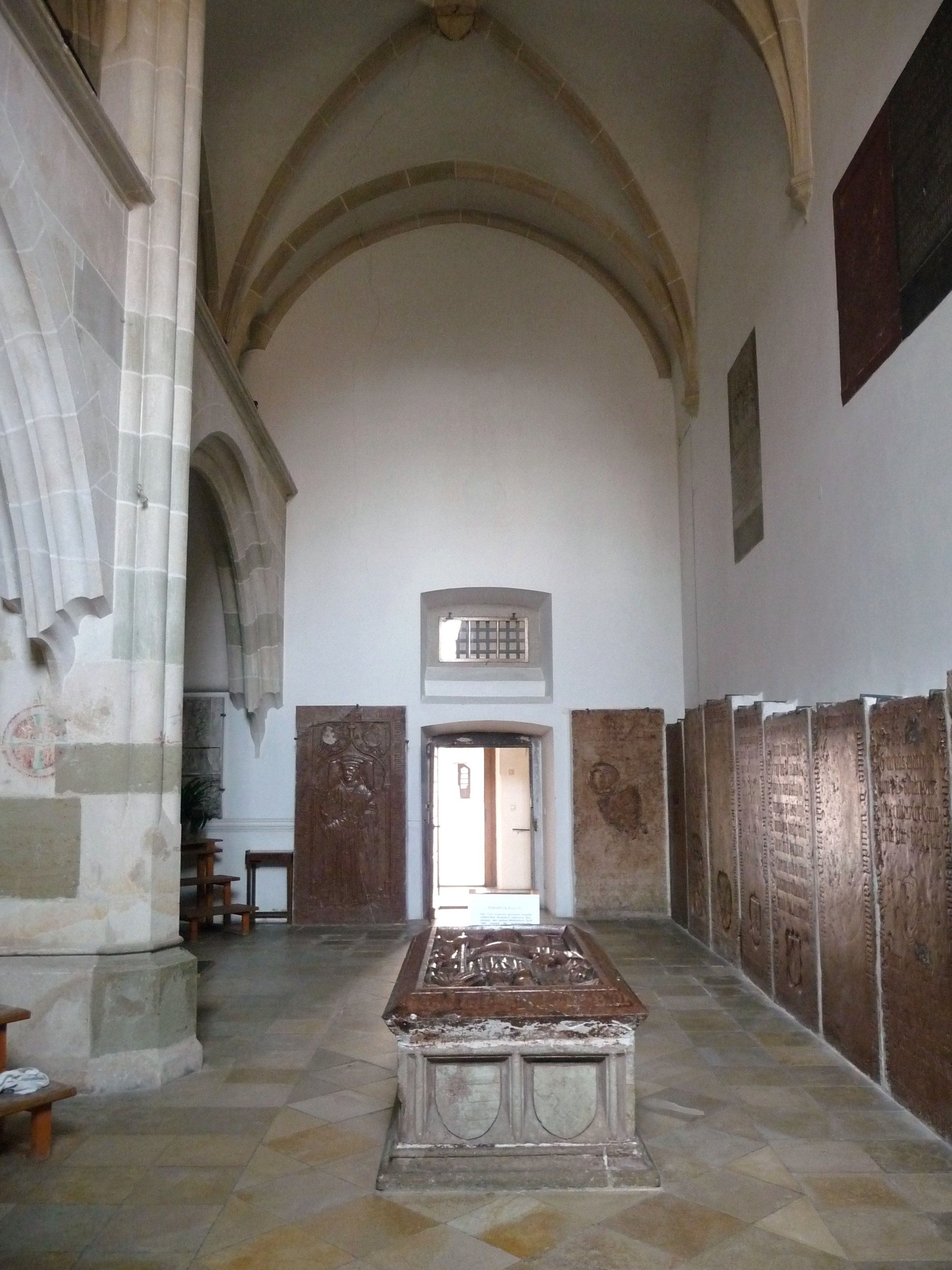
Intérieur de la chapelle Saint-Sixte avec la sépulture du comte Henri IV.

La chapelle Saint-Sixte (St. Sixtus-Kapelle) est une chapelle, nécropole des comtes d'Ortenburg, et l'une des quatre chapelles du cloître de la cathédrale de Passau en Bavière. Elle se trouve du côté Est entre la cathédrale et la chapelle Saint-André (ou Herrenkapelle).

## Histoire
Une première chapelle est consacrée en 1155, puis refaite en style gothique en 1288. C'est donc la plus ancienne de l'ancien cloître.
Les comtes d'Ortenburg, qui sont baillis laïcs de la cathédrale, en font leur nécropole. Comme ils avaient perdu le bailliage au profit des ducs de Bavière au milieu du XIIIe siècle, la famille devait avoir pris possession de la chapelle au préalable. Le 13 août 1288, le comte  Rapoto IV désigne la chapelle Saint-Sixte comme lieu de sépulture de la famille, puisque son père et son grand-père y étaient déjà enterrés. Elle est agrandie et rénovée en 1453 y compris l'espace libre adjacent au bras Nord du transept de la cathédrale.
Elle demeure la chapelle funéraire des comtes d'Ortenburg jusqu'à la fin du XVIIe siècle. Lorsque cette famille embrasse le protestantisme luthérien de moins en moins de membres de cette famille s'y font enterrer ; le dernier est le comte Christian d'Ortenburg. Au lieu de cela, ils choisissent un nouveau lieu de sépulture protestant construit à Ortenburg en 1573 : l'église luthérienne dite « Marktkirche » (église du Marché) construite en 1573. 

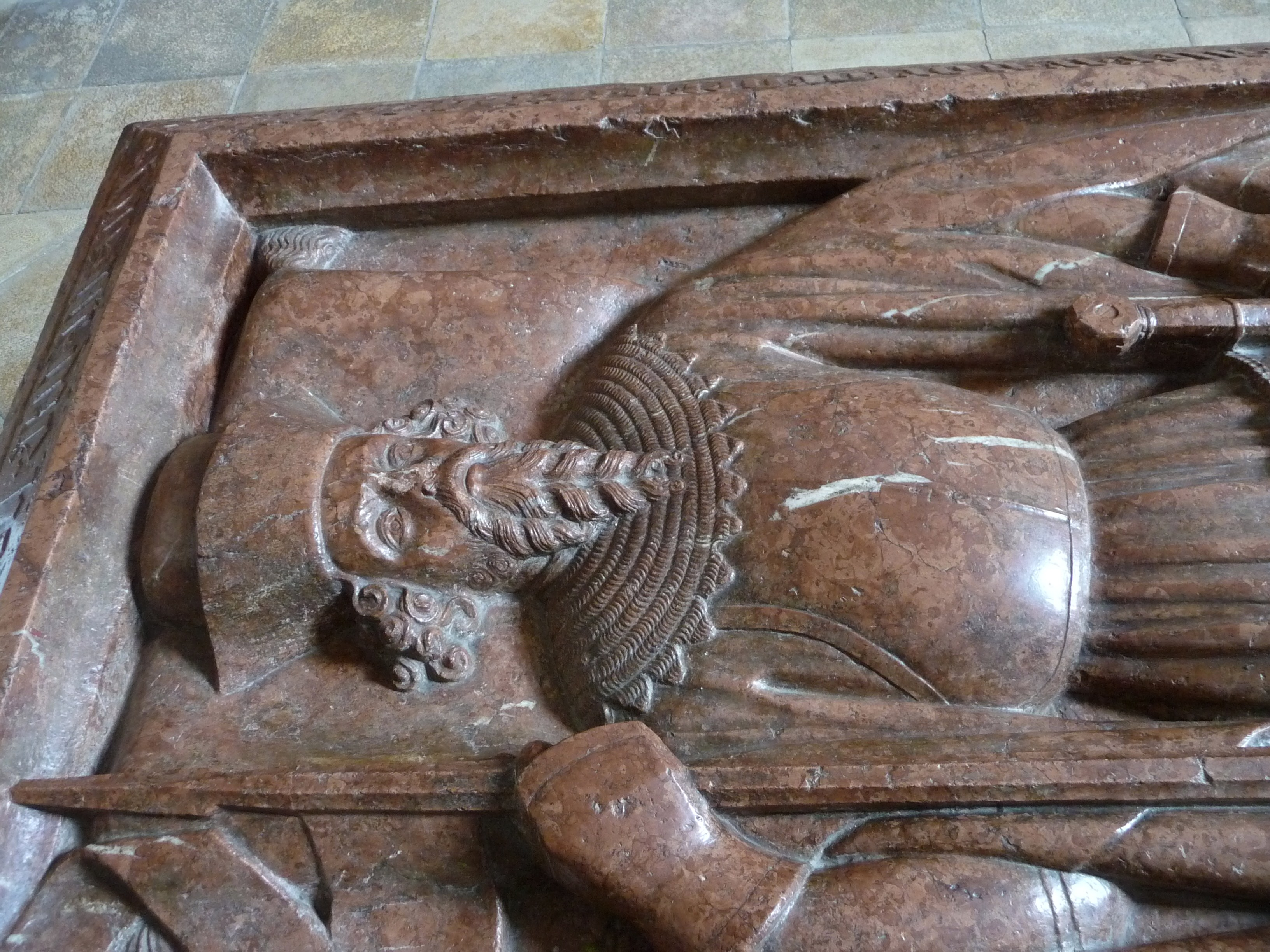
Représentation du comte Henri IV sur sa pierre tombale.

En 1922, la crypte de cette chapelle a été ouverte pour la dernière fois à la demande de l'évêque, Mgr von Ow-Felldorf. Dans les procès-verbaux du vicaire, Ludwig Krick, de sa commission l'on peut lire : « Sous les dalles de pierre du sol de la chapelle, un petit escalier mène à une crypte voûtée basse qui ne peut accueillir que quelques personnes et qui représente le reste de l'ancienne grande crypte des comtes d'Ortenburg. Elle a éé abandonnée au milieu du XVIIe siècle car elle était déjà délabrée. Au bout de la petite salle voûtée se trouve un cadavre bien habillé sur un fauteuil rembourré, qui, cependant, avec ses vêtements est déjà tombé en mauvais état et s'est effondré en tas.  Sur le côté gauche de la crypte, il y a une boîte en bois pleine de crânes et d'os. Il y a des restes d'armes rouillées, dont une épée à deux mains et des morceaux de chapelets en asphalte de la Terre Sainte. Il y a aussi trois plaques avec des inscriptions gravées. La seule plaque complètement intacte fait référence à Katharina, née le 4 octobre 1570, née von Degenberg, première épouse du comte Ulrich III d'Ortenburg. Des deux autres plaques, l'une fait références à une comtesse d'Ortenburg née von Kirchberg et Weißenhorn. Le manteau de velours bien conservé avec lequel le cadavre assis était enveloppé, l'épée à deux  poignées, les restes de deux poignards et quelques vêtements ont été enlevés de la crypte; tout cela a été donné au musée de la cathédrale de Passau. La crypte a de nouveau été fermée le 20 novembre 1922 ».
Après la fermeture du musée de la cathédrale (Dommuseum), les objets exposés de la chapelle Saint-Sixte ont été transférés au Oberhausmuseum de Passau. 

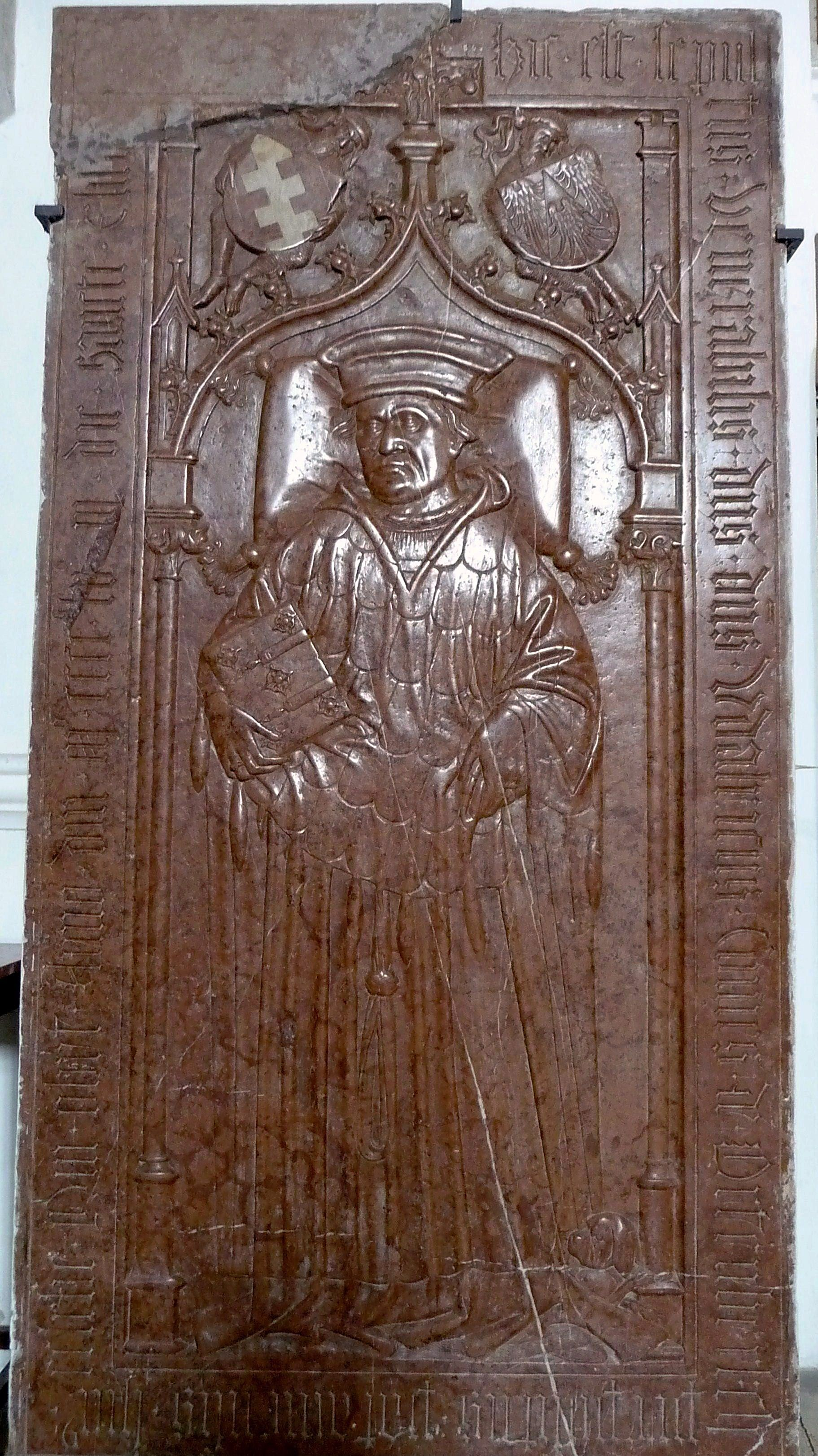
Pierre tombale du prévôt de la cathédrale, Ulrich d'Ortenburg.

Une des deux plaques endommagées est celle de la comtesse Ursula d'Ortenburg, née von Kirchberg und Weißenhorn. C'était la première femme du comte Joachim d'Ortenburg, qui mourut le 7 septembre 1570. Le cadavre assis dans le fauteuil est celui du comte Georg Reinhard d'Ortenburg, mort le 2 novembre 1679. Son corps a été laissé dans son château pendant treize ans en raison du différend sur le type d'enterrement (catholique ou protestant) qu'il devait avoir, avant d'être finalement enterré avec son fauteuil dans la crypte. Pour cela, l'entrée de la crypte a dû être agrandie. Le coût des travaux a nécessité l'emploi de douze ouvriers pendant trois jours et, selon une facture des archives du comte, à  Tambach, s'est élevé à 924 florins et 48 kreuzers.

## Architecture
La chapelle Saint-Sixte se trouve au côté Nord du transept de la cathédrale. Les contreforts de la cathédrale divisent la salle rectangulaire en deux niches. Elle est couverte de trois voûtes croisées.
La chapelle est caractérisée par les nombreuses pierres tombales gothiques fixées aux murs latéraux. L'accent est mis sur la sépulture du comte Henri IV († 1395) et de son épouse Agnès née von Hals. Sur la plaque tombale, l'on peut admirer le portrait (vers 1430) du comte dans le style doux du gothique tardif. Un autre pierre tombale importantante est celle du prévôt de la cathédrale, Ulrich Ier d'Ortenburg († 1455), qui est également intégrée dans une paroi latérale. Sur le mur Nord, il y a d'autres pierres tombales de la famille datant du XVIe siècle. 
Il y a aussi d'autres plaques tombales en marbre rouge provenant de la chapelle voisine, qui ont été introduites dans la chapelle Saint-Sixte, lorsqu'elle a été réaménagée en 1961-1962.

## Personnes inhumées identifiées ou documentées
- Rapoto Ier d'Ortenburg († 26 août 1186)
- Henri Ier d'Ortenburg († 15 février 1241)
- Rapoto IV d'Ortenburg († 1296)
- Agnès d'Ortenburg, née von Hals († 18 janvier 1392)
- Henri IV d'Ortenburg († 8 avril 1395)
- Etzel Ier d'Ortenburg († 17 mai 1446)
- Ulrich Ier d'Ortenburg († 19 novembre 1455)
- Sébastien Ier d'Ortenburg († 11 novembre 1490)
- Veronika d'Ortenburg, née von Aichberg († 29 avril 1517)
- Barbara von Starhemberg († 30 septembre 1518)
- Wolfgang d'Ortenburg († 29 juillet 1519)
- Ulrich II d'Ortenburg († 7 mars 1524)
- Guillaume d'Ortenburg († 12 mars 1530)
- Regina Bianca von Wolkenstein († 1539)
- Alexandre d'Ortenburg († 12 mai 1548)
- Charles Ier d'Ortenburg († 15 décembre 1552)
- Sébastien II d'Ortenburg († 26 août 1559)
- Jean III d'Ortenburg († 22 février 1568)
- Ursula d'Ortenburg, née von Fugger zu Kirchberg und Weißenhorn († 7 septembre 1570)
- Katharina d'Ortenburg, née von Degenberg († 4 octobre 1570)
- Georg Reinhard d'Ortenburg († 4 septembre 1666)
- Christian d'Ortenburg († 11 septembre 1684)